# Auster Aiglet Trainer
El Auster J/5 Aiglet Trainer fue un monoplano británico de entrenamiento y turismo, monomotor, de cuatro asientos y de ala alta, construido por Auster Aircraft Limited en Rearsby, Leicestershire, Inglaterra.

## Desarrollo
A pesar de su nombre, el modelo de avión no tenía nada que ver con el Auster J/1B Aiglet, siendo un desarrollo acrobático del Auster J/5 Autocar .
El Aiglet Trainer estaba basado en el fuselaje del J/5 con alas nuevas y estaba especialmente diseñado para realizar acrobacias aéreas. El prototipo voló por primera vez el 2 de junio de 1951.
La mayoría de los Aiglet Trainer fueron comprados por pilotos privados y clubes de vuelo, pero 15 ejemplares fueron a la Fuerza Aérea de Pakistán, 14 al Club de Aviación Civil de Irán y dos a la Fuerza Aérea Libanesa.

## Variantes

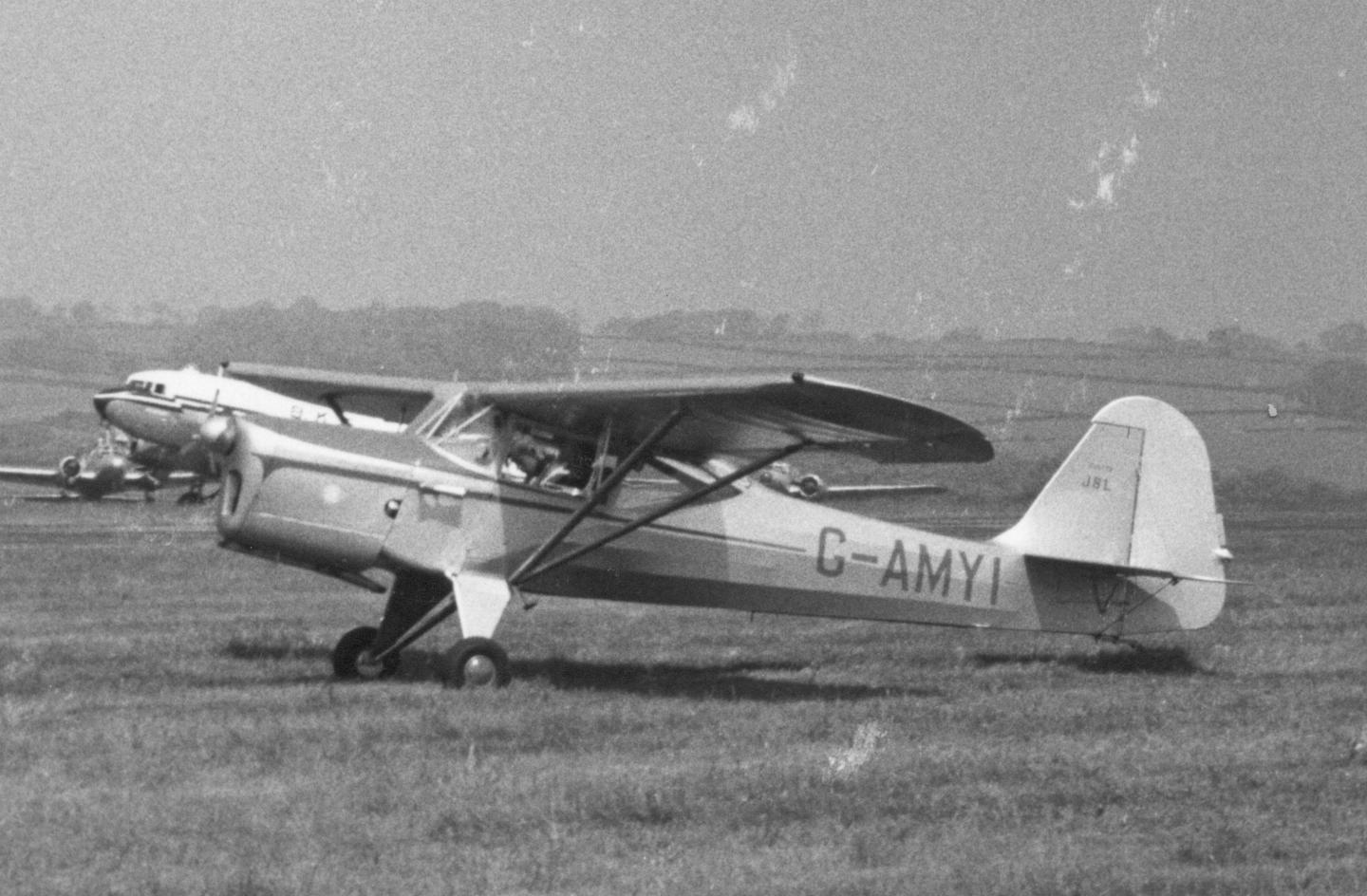
El único J/8L Aiglet Trainer poseía un empenaje y timón agrandados. Aeropuerto de Leeds (Yeadon), mayo de 1955.

J/5F Aiglet Trainer
Versión de producción, 87 construidos.
J/5K Aiglet Trainer
Motor Blackburn Cirrus Major 3, uno construido y uno convertido.
J/5L Aiglet Trainer
Motor De Havilland Gipsy Major 1, 27 construidos y dos conversiones.
J/8F Aiglet Trainer
Un prototipo no terminado.
J/8L Aiglet Trainer
J/5K rediseñado con un motor De Havilland Gipsy Major 1, uno convertido.

## Operadores
Jordania
- Real Fuerza Aérea Jordana [2]

 Líbano
- Fuerza Aérea Libanesa: dos aviones.[3]

 Pakistán
- Fuerza Aérea de Pakistán: 17 aviones.[3]

## Especificaciones (J/5F)
Referencia datos: Jane's All The World's Aircraft 1955–56

### Características generales
- Tripulación: Dos/tres
- Longitud: 7,1 m (23,2 ft)
- Envergadura: 9,8 m (32 ft)
- Altura: 2,5 m (8,2 ft)
- Superficie alar: 15,2 m² (163,6 ft²)[5]
- Peso vacío: 600 kg (1322,4 lb)
- Peso máximo al despegue: 998 kg (2199,6 lb) (tres asientos)
- Planta motriz: 1× motor lineal invertido de 4 cilindros refrigerado por aire De Havilland Gipsy Major 1.
  - Potencia: 97 kW (134 HP; 132 CV)
- Hélices: Bipala de madera de paso fijo

### Rendimiento
- Velocidad máxima operativa (Vno): 204 km/h (127 MPH; 110 kt)
- Velocidad crucero (Vc): 180 km/h (112 MPH; 97 kt)
- Velocidad de entrada en pérdida (Vs): 47 km/h (29 MPH; 25 kt) (flaps abajo, motor apagado)
- Alcance: 443 km (239 nmi; 275 mi)
- Techo de vuelo: 3800 m (12 467 ft) [5]
- Régimen de ascenso: 3,6 m/s (705 ft/min)

## Aeronaves relacionadas

### Desarrollos relacionados
- Auster Autocar

### Secuencias de designación
- Secuencia Alfanumérica (interna de Auster): ← J/4 - J/5 Adventurer - J/5 Autocar - J/5 Aiglet Trainer - J/5 Alpine - AOP6 - 6A Tugmaster →